# Linden Township (Missouri)
Pour les articles homonymes, voir Linden Township.
Linden Township est un township  du comté de Christian dans le Missouri, aux États-Unis,. Il est baptisé en référence à la communauté de Linden (en).

## Source de la traduction
- (en) Cet article est partiellement ou en totalité issu de l’article de Wikipédia en anglais intitulé « Linden Township, Chariton County, Missouri » (voir la liste des auteurs).